# Col de la République

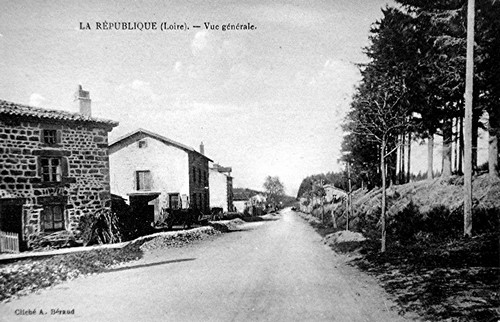
Het gehucht République naar waar de col genoemd is - circa 1910-1920

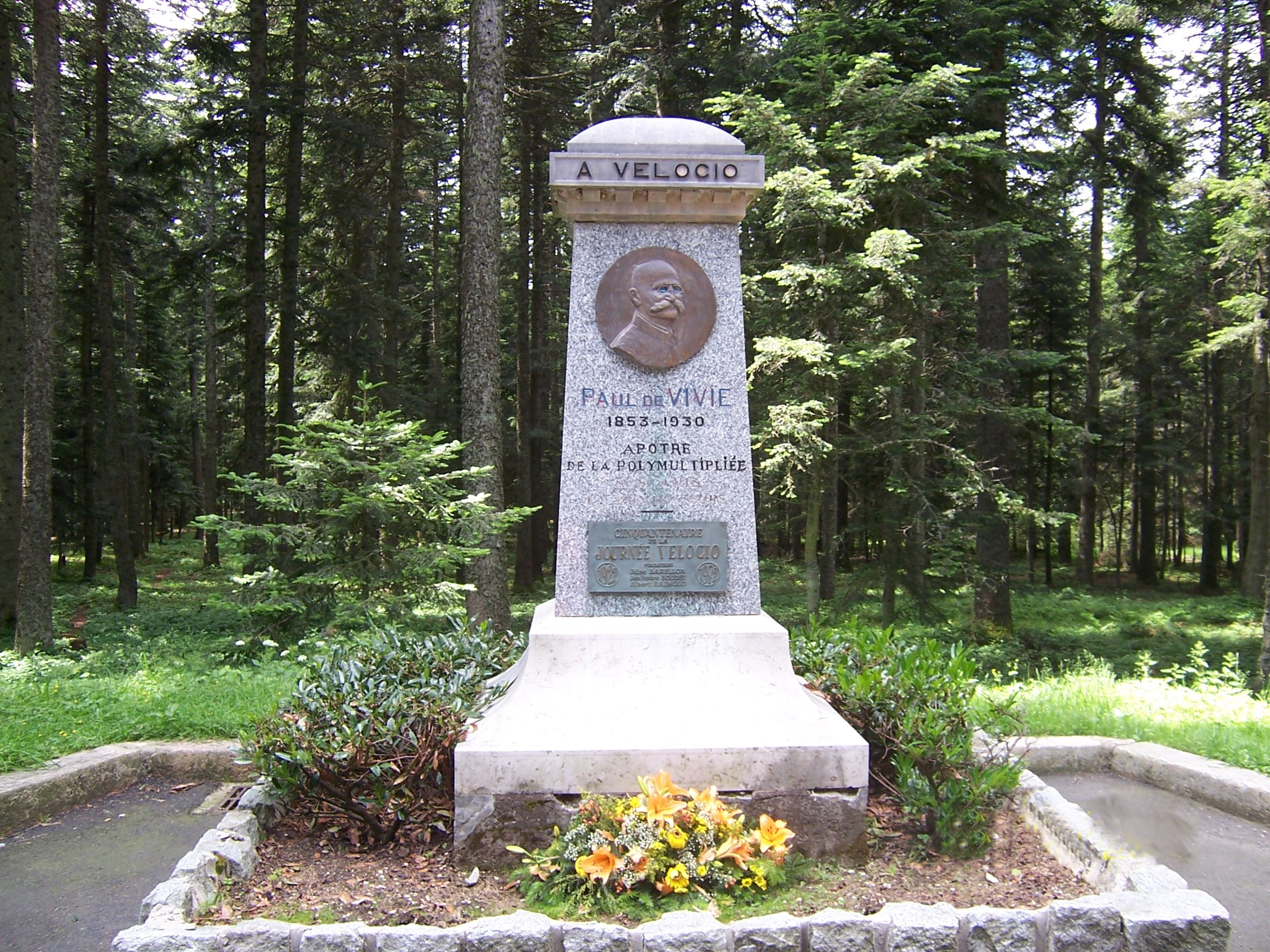
Monument voor Paul de Vivie "Vélocio" op het hoogste punt van de pasweg (1161 meter)

De Col de la République is een 1161 meter hoge bergpas in het massief van Pilat, aan de rand van het Centraal Massief. De weg over de pas, de D1028, verbindt Saint-Étienne met de vallei van de Rhône. De pas ligt op de waterscheiding tussen de Semène en een linkerzijbeek van de Semène. De Semène is een zijrivier van de Loire. Het echte zadelpunt tussen beide valleitjes ligt iets lager, ten westen van de weg, op een hoogte van 1154 meter.
De weg werd aangelegd in 1830. De beklimming van de Col de la République was in 1903 de eerste beklimming met een hoogte van meer dan 1000 meter in de eerste Tour de France. De col werd aangedaan in de tweede etappe die van Lyon via Saint-Étienne naar Marseille ging.

## Col du Grand Bois
Een kleine kilometer ten zuiden van de Col de la République steekt de D1082 de continentale waterscheiding over op een hoogte van 1139 meter. Net iets lager steekt de D22 deze waterscheiding over via de Col du Grand Bois op een hoogte van 1134 meter. Deze col is genoemd naar het gehucht le Grand Bois aan de oostzijde van de pas. De col du Grand Bois vormt het laagste punt in deze waterscheiding tussen de heuvel les Rochettes (1316 m) in het noorden en de Col du Tracol in het zuiden. De oostelijke zijde van de col watert via de rivieren Argental, Deume en Cance af naar de Rhône. De westelijke zijde watert via Semène af naar de Loire.